# Glomeris pachytelopoda
Glomeris pachytelopoda är en mångfotingart som beskrevs av Ceuca 1989. Glomeris pachytelopoda ingår i släktet Glomeris och familjen klotdubbelfotingar. Inga underarter finns listade i Catalogue of Life.